# قائمة كتاب الجيل الضائع
كُتّاب الجيل الضائع هم الكُتّاب المغتربون الذين فرّوا وعاشوا في أوروبا في فترة الحرب العالمية مع بداية القرن العشرين لبلدهم ولجمع المزيد من الأموال لصالح الدولار الأمريكي. تشمل حركة الجيل الضائع الأشخاص الذين وُلِدوا بين عامي 1883 و1900، ويستخدم المصطلح عمومًا للإشارة إلى عمل هؤلاء الأفراد خلال عشرينيات القرن الماضي. تحتوي هذه المقالة على قائمة بالكتاب الذين تم اعتبارهم جزءًا من الجيل الضائع.

## كُتّاب وُصِفُوا بأنهم أعضاء من الجيل الضائع
- جيرترود ستاين[ا]
- فرنسيس سكوت فيتسجيرالد[3]
- ت. س. إليوت
- عزرا باوند
- سيلفيا بيتش
- إرنست همينغوي
- فيرجيل غيدس  [لغات أخرى]‏
- أرشبيلد ماكليش
- هارت كرين
- إدوارد إستالن كامينجز
- ويليام سلاتر براون
- أولاف ستابليدون
- شيروود أندرسون
- جون دوس باسوس
- جون ستاينبيك
- ويليام فوكنر
- توماس كلايتون وولف
- جونا بارنز
- جلينواي ويسكوت  [لغات أخرى]‏
- والدو بيرس
- إيزادورا دانكن
- ابراهام والكويتز  [لغات أخرى]‏
- ألان سيغر  [لغات أخرى]‏
- إدنا سانت فنسنت ميلاي
- إدموند ويلسون
- هنري ميلر
- مالكوم كاولي
- لويس-فرديناند سيلين
- إريك ماريا ريمارك
- ألدوس هكسلي
- جيمس جويس
- فرجينيا وولف
- جون رونالد تولكين
- داشييل هاميت
- جون ألان ويث  [لغات أخرى]‏

### قُتِلوا في الحرب العالمية الأولى
- إسحق روزنبرغ
- روبيرت بروك
- إدوارد توماس  [لغات أخرى]‏
- ويلفريد أوين